# Димитриј Глуховски
Димитриј Алексејевич Глуховски (Руски: Дми́трий Алексе́евич Глухо́вский) јесте руски писац и новинар јеврејскога порекла. Најпознатији је по роману научне фантастике Метро 2033. Као новинар, Глуховски је радио за Euronews, RT, и друге. Глуховски је живео у Израелу, Немачкој и Француској.

## Рани живот
Глуховски је рођен и растао је у Москви. Завршио је школу у Арбат дистрикту, и зачео је идеју романа Метро 2033 кад је имао 15 година. Кад је напунио 17 година, напустио је Русију да би студирао у Израелу и тамо је живео 4 и по године. У Израелу је научио хебрејски и дипломирао је Новинарство и међународне односе на Хебрејском универзитету. Наставу је слушао на хебрејском, као и рођени Израелци од којих је већина била 5 година старија од њега.

## Каријера
Глуховски је књигу Метро 2033 почео да пише кад је имао 18 година и затим је објавио на свој веб-сајту 2002. године као део интерактивног експеримента. Наставак, књигу Метро 2034 објавио је 2009. године која је такође била бесплатна онлајн. 
Од 2002. до 2017. године, радио је на глобалној европској медијској платформи Euronews у Француској, након чега се вратио у Русију и наставио каријеру у ново-формираној RT. Током три године пропутовао је велики део света, посетио је Бајконур космодром, зону у Чернобиљу, као и Северни пол.

## Остала дела

### Сумрак
Роман Сумрак објављен је 2007. године. Ради се о мрачној причи преводиоца Дмитрија који мора да преведе пар десетина страница исечених од нечег што се чини као шпанска књига стара неколико векова. Он открива да је књига заправо дневник експедиције Конквистадора из 16. века. Дмитри чита причу део по део, док је целу преводи. Прича му се затим увлачи у реалност и постаје му опасност по живот. Сумрак је такође био јавни експеримент јер је Глуховски део по део романа објављивао на свом блогу.

### Приче о домовини
2010. године објављене су Приче о домовини, скуп сатиричних прича о Русији.

### Будућ.ност
Будућ.ност је дистопијски роман објављен у септембру 2013. године у Русији. Радња се одвија у Европи у 25. веку кад је човечанство смислило начин да заустави старење. Да би се спречила пренасељеност, влада је увела меру да уколико пар жели дете, или отац или мајка мора да се одрекне своје бесмртности. Прича прати младог човека који је део одреда који регулише и зауставља пренасељеност кажњавајући оне који не региструју своје дете. 

### Текст
Текст је први реалистичан роман Глуховског који нема везе с научном фантастиком. Објављен је 2017. године. 

## Лични живот
Глуховски је био ожењен Еленом Глуховском коју је упознао док је радио у RT. Имају двоје деце. Глуховски се развео са женом 2020. године.
Глуховски је изразио подршу Украјини у Руско-украјинском рату 2022. године.